# БраМит
«БраМит» (сокращение от Братья Митины) или «Брамит» — один из первых серийных советских оружейных глушителей, разработанный Иваном Митиным. Получил название «БраМит» в честь изобретателя Ивана и его брата Василия. Первая модель, предназначенная для установки на револьвер системы Нагана, была представлена Митиным в 1929 году. В 1930-е годы им же был разработан вариант для установки на винтовку Мосина, представленный в 1938 году наркому обороны К. Е. Ворошилову. По итогам испытаний, проведённых в 1940 году, глушитель «БраМит» был принят на вооружение РККА. Боевое применение «БраМита» предполагало использование специальных патронов 7,62 × 54 мм R с уменьшенной начальной скоростью, состоявших из лёгкой пули «Л» и уменьшенного запаса пороха (до одной трети от стандартной массы).
Глушитель «БраМит» использовался в годы Великой Отечественной войны бойцами разведывательно-диверсионных групп РККА и партизанских отрядов, в том числе и снайперами. Экземпляры глушителей выпускались на ленинградском заводе штурманских приборов и заводе № 371 (в том числе и в первые месяцы блокады), а также на эвакуированных заводах № 536 и № 621. Специальные патроны выпускались на ленинградском заводе № 5 и на заводах № 3 и № 17. В довоенные и военные годы были представлены модификации глушителя для револьвера Нагана, карабина Мосина, пистолета-пулемёта ППД и пулемёта ДП, однако ни один из этих проектов не был принят на вооружение. Тем не менее опыт при разработке «БраМита» сыграл в последующие годы ключевую роль в создании приборов для бесшумной стрельбы в СССР и России.

## Предпосылки
В начале XX века в России в охотничьих магазинах появились первые глушители для нарезного оружия, предназначавшиеся номинально для пулемёта Максима. Из-за высокой стоимости они не получили широкого распространения среди охотников. В то же время есть свидетельства о том, что в Российской империи велись собственные разработки приборов для бесшумной стрельбы (ПБС). Распространению глушителей в Российской империи и СССР на заре его существования мешало то, что тактика ведения боевых действий не предусматривала скрытого уничтожения солдат противника на малых дистанциях. Интерес к глушителям в СССР поднялся в начале 1930-х годов, когда пошла речь об оснащении приборами для бесшумной стрельбы личного состава разведывательно-диверсионных групп для обеспечения скрытности при ведении боевых действий в тылу противника. Сотрудники ОГПУ были заинтересованы в ПБС для пистолетов и револьверов, а командный состав РККА — в ПБС для винтовок, пулемётов и даже артиллерийских орудий.
В 1931 году состоялись первые испытания ПБС — тестировались два варианта глушителей для пулемёта Дегтярёва, разработанные сотрудниками НТК АУ. В качестве испытательной базы применялся НИПСВО Главного артиллерийского управления РККА в Щурово (Московская область). С 1932 по 1938 годы были испытаны несколько проектов глушителей авторства не только НИПСВО, но и таких конструкторов, как Гулевский (1932), Шахновский (1943), Кондрашов (1938) и Кригер (1939). В этих глушителях использовался один и тот же принцип: в специальной полузакрытой камере пороховые газы, отсечённые пулей, расширялись и распылялись перед выходом в атмосферу; отверстие для выхода пули оставалось открытым после её вылета и ничем не перекрывалось.
По результатам испытаний ни один из этих проектов так и не был принят на вооружение. Испытываемые глушители в той или иной степени ухудшали кучность боя, нарушали стабильность боя оружия и были слишком тяжёлыми и крупными. Однако основной причиной забраковывания было то, что ни один из предлагаемых глушителей не обеспечивал эффективное глушение звука выстрела. При стрельбе из оружия во всех случаях использовался штатный патрон с полной навеской пороха: из-за огромного дульного давления глушители повреждались, а пуля, вылетая со скоростью больше звуковой, создавала интенсивную баллистическую волну, не позволявшую обеспечивать бесшумность выстрела. Все пули, которые использовались при испытании глушителей, обладали начальной скоростью больше звуковой.

## Разработка
Разработкой глушителей долгое время занимался конструктор-самоучка Иван Митин, приступивший к этим опытам в 1919 году. В 1925 году он разработал глушитель с поддоночным снарядом, который при выстреле застревал в канале ствола и запирал пороховые газы, не допуская их прорыва. Следующим достижением Митина стала разработка глушителя с разлётным составным пыжем, а в 1927 году он создал глушитель с резиновыми прокладками, максимально заглушавший звук выстрела. Патент на последнее изобретение был присвоен Митину в марте 1931 года после испытаний, проведённых в ноябре 1930 года: глушитель было предложено использовать вместе с револьверами Нагана, пистолетами систем Кольта и Маузера для нужд ОГПУ. В то же время, по мнению Юрия Пономарёва, ни внешняя разведка ОГПУ, ни иные её подразделения особо не были заинтересованы в наличии такого оружия, так как возможных ситуаций для их применения попросту не намечалось.
В 1932 году Митин закончил писать 400-страничную книгу о глушителях выстрела, в которой описал физические принципы глушения выстрела и представил классификацию оружия, для которого могли быть предназначены глушители. Однако его дальнейшие работы в этой области были прерваны арестом в 1933 году по обвинению в контрреволюционном заговоре: суд приговорил Митина к смертной казни, заменив её затем на 10 лет исправительно-трудовых лагерей. Последующие годы Митин провёл в Соловецком лагере, работая в проектно-сметном бюро лагеря и занимаясь проектом глушителя выстрела. С 10 мая по 16 сентября 1938 года Митин вёл работы над проектом глушителя в 12-м отделе (отделе оперативной техники) Управления НКВД по Ленинградской области. По итогам работы был представлен надульный глушитель под названием «БраМит» (сокращение от «Братья Митины»), данным в честь брата изобретателя Василия. В октябре 1938 года глушитель был продемонстрирован наркому обороны СССР К. Е. Ворошилову, который высоко оценил прибор, но предложил заменить резьбовое крепление на байонетное, по типу винтовочного штыка.
Несмотря на сложность задачи, конструкторская группа доработала глушитель в соответствии с новыми требованиями. В июне 1940 года глушитель «БраМит» был представлен на полигонные испытания, а в декабре был принят на вооружение для комплектации винтовок Мосина образца 1891/30 гг.. Финансирование работ и доработка проекта глушителя производились Главным артиллерийским управлением РККА по заказу Главного разведуправления и штаба Сухопутных войск РККА. В то же время в разработке ряда модификаций также принимало участие Особое конструкторское бюро НКВД.

## Устройство

### Конструкция
Глушитель «БраМит» представлял собой стальной цилиндр длиной от 140 до 147 мм (без штыковой трубки) и диаметром 32 мм, который крепился к стволу винтовки Мосина точно так же, как и штатный игольчатый штык (с помощью коленчатого паза фиксировался за основание ствола). На корпусе модели глушителя была нанесена таблица стрельбы в виде указаний дальности и соответствующих установок хомутика на прицельной планке. Полная длина глушителя вместе с посадочным местом на ствол ружья составляла 222 мм. Масса глушителя составляла порядка 0,5 кг.
«БраМит» состоял из двух последовательно расположенных камер, каждая из которых заканчивалась обтюратором — цилиндрической прокладкой, выполненной из мягкой резины. Обтюраторы формально обозначались как пробки для приборов «БраМит». Диаметр каждого обтюратора составлял 25 мм, толщина — 15 мм. В центре первого обтюратора был сделан прокол для облегчения его прохождения пулей. В первой камере был размещён цилиндр с буртом, который делил камеру диаметрально на две части, сообщающиеся между собой четырьмя отверстиями диаметром 1 мм. Передний бурт цилиндра служил задним упором первого обтюратора. Отверстия в цилиндрах сверлились с целью стравливания порохового газа.
При выстреле пуля пробивала обе резиновые прокладки и выходила из прибора. Пороховые газы, толкавшие пулю в канале ствола, расширялись в первой камере и, теряя давление, выходили через маленькое отверстие наружу. Те газы, которые прорвались с пулей через второй обтюратор, таким же образом расширялись во второй камере и выходили через отверстие, в связи с чем гасился звук. По сути резиновые прокладки играли роль крайне упругих отсекателей пороховых газов. Пропуская через себя пулю, они замыкали образовавшееся отверстие и преграждали путь пороховым газам. Задержанные газы, проходя через специальные отверстия, теряли свою скорость и беззвучно выходили наружу. При выстреле не производились ни звук, ни выбросы дыма и огня.
Первые обтюраторы (формально — пробки для приборов «БраМит») изготавливались из резины, не выдерживавшей серьёзные морозы наподобие тех, что были в первую военную зиму 1941—1942 годов. Сохранились свидетельства, что при стрельбе из винтовки Мосина с глушителем «БраМит» обтюратор выдерживал от 15 до 20 выстрелов, прежде чем выйти из строя: по этой причине начались работы по разработке морозоустойчивой резины и выпуску обтюраторов из этого материала. Последующие обтюраторы стали выпускаться в двух вариантах — зимнем и летнем (летний вариант не был морозоустойчив, зимний отказывал в жаркую погоду). С 1943 года обтюраторы изготавливались из поставленной по ленд-лизу авиационной резины без разделения на зимние или летние.

### Патроны
На глушителе присутствовало напоминание о том, что стрельба должна вестись только специальными патронами с уменьшенной начальной скоростью пули, а не боевыми винтовочными (с полным зарядом пороха). Для беззвучной стрельбы применялся специальный винтовочный патрон 7,62 × 54 мм R с облегчённой пулей и уменьшенным зарядом пороха, которому был присвоен индекс ГАУ 57-Н-323У. Патрон состоял из облегчённой пули типа «Л» массой 9,7 г и заряда бездымного пироксилинового пороха марки П-220 (по другим данным, это был порох марки ВТ). Масса заряда пороха составляла 0,45 г. По массе и объёму порох составлял примерно треть от запаса пороха в штатном винтовочном патроне.
На глушителях разных лет производства указывались рекомендации о стрельбе «зелёными» или «чёрными патронами»: у ранних дозвуковых патронов пуля красилась в зелёный цвет, у более поздних — в чёрный цвет (иногда красился и сам патрон). Маркировка ящиков для специальных патронов была такой же, как и для обычных патронов с пулей «Л», но с добавкой «уменьшенный заряд». В процессе разработки нового патрона образца 1943 года к индексу специальных патронов стала добавляться аббревиатура «УС» (уменьшенной скорости).
Конструкторы отказались от использования тяжёлых винтовочных пуль типа «Д», обладавших конусной хвостовой частью и более выгодными баллистическими характеристиками при дозвуковых скоростях. Причина отказа заключалась в том, что в процессе выстрела пороховые газы прорывались вперёд пули и не только демаскировали стрелка звуком выстрела, но и увеличивали колебания пули, ухудшая тем самым кучность и стабильность боя. Для однообразного воспламенения пороха свободное пространство гильзы заполнялось пыжом. В патроне использовалась облегчённая пуля типа «Л» с конусным углублением в донной части, которое играло роль обтюратора. Под действием пороховых газов донная часть увеличивалась в диаметре, плотно прижимала оболочку к стенкам ствола и не допускала прорыва пороховых газов между ними.

### Характеристики стрельбы
При стрельбе из винтовки образца 1891/1930 годов без карабина с применением патронов УС начальная скорость пули составляла 260 м/с. Эффективная дальность стрельбы достигала 150—200 м при своевременной чистке от порохового нагара, предельная дальность стрельбы составляла 300 м. Давление звуковой волны составляло 1,18 г/см² на расстоянии 3 м от дульного среза. Шумность оценивалась в 45—47 дБ, что было эквивалентно шуму при обычном разговоре. Дозвуковая скорость в сочетании с применением глушителя не только обеспечивали глушение выстрела, но и исключали образование вспышки дульного пламени. Помимо этого, использование ПБС исключало возможность возникновения баллистической волны, которая обычно возникала при скорости полёта пули, превышавшей скорость звука, и производила тот же звук, что и выстрел.
Использование боевых патронов не несло плачевных последствий ни для стрелка, ни для самого оружия. Однако при выстреле с использованием боевого патрона в негодность приходили оба обтюратора: в этом случае резко возрастала отдача и ослаблялось крепление прибора на стволе из-за увеличенных колебаний последнего. Таким образом, при использовании штатного боевого патрона глушитель выходил из строя, но это, в свою очередь, могло при необходимости сохранить секрет производства глушителя на случай, если оружие будет захвачено противником. В случае, если всё же был произведён выстрел боевым патроном, резиновые отсекатели выталкивались из корпуса, а из оружия можно было продолжить вести стрельбу обычными боевыми патронами. Кучность стрельбы из винтовки с «БраМитом» была равноценна кучности карабина образца 1938 года: поражение ростовой фигуры фиксировалось в 70 % случаев. В целом считалось, что надульник не влиял на точность стрельбы, не снижал скорость полёта пули и допускал до 100 выстрелов без замены наполнителя.

## Производство
Полноценное серийное производство глушителей «БраМит» началось в 1942 году: оно было организовано в соответствии с постановлением Государственного комитета обороны СССР № 1634сс от 23 апреля 1942 года. Предполагалось выпускать глушители на заводах № 460 Наркомата боеприпасов в Подольске (до октября 1941 года находился в подчинении Наркомата вооружения) и на заводе № 536 Наркомата вооружения в Туле (он же завод № 314). Вскоре завод № 460 из Подольска был эвакуирован, а вместо него производством занялся завод № 621 Наркомата лёгкой промышленности, который был создан на основе машиностроительного завода в Кокчетаве и эвакуированного туда же Подольского завода швейных машин. Завод в Туле был эвакуирован в Медногорск и Ижевск: он был запущен в начале 1942 года, а в мае там началось производство глушителей.
Согласно Постановлению ГКО СССР от 23 апреля 1942 года, на обоих заводах в промежуток с мая по июля предполагалось изготовить 50 тысяч глушителей и 500 тысяч обтюраторов к глушителям. Однако за восемь месяцев 1942 года заводом № 536 было выпущено всего 58 940 единиц глушителей, прежде чем их производство на этом заводе прекратилось. С декабря 1942 года завод № 621 начал выпускать глушители «БраМит», став единственным производителем глушителей: их выпуск он прекратил к I кварталу 1944 года. Объём выпущенных на этом заводе глушителей доподлинно неизвестен. На выпускавшиеся глушители выстрела припиливался коленчатый паз, что могло объясняться необходимостью установки глушителей на винтовки Мосина старого образца, имевшие другие размеры основания и иную конструкцию мушки. По словам историка спецслужб Сергея Козлова, во время войны глушители «БраМит» также производились на заводах № 74 и № 114.
Обтюраторы для глушителей выпускались изначально на Ярославском подошвенно-регенераторном заводе Наркомата резиновой промышленности, а со II квартала 1943 года и до начала 1944 года они выпускались только на заводе № 766 того же наркомата в количестве около 10 тысяч в месяц. Они упаковывались вместе со специальными патронами из расчёта два обтюратора на 60 патронов (летние обтюраторы упаковывались в ящики, помеченные широкой розовой полосой). Специальные патроны для глушителя выпускали Барнаульский патронный завод и Казанский завод № 543. Известно также, что во время войны заводы № 3 и № 17 выпустили более 10 партий специальных патронов объёмом от 100 до 300 тысяч единиц каждая. После войны в качестве основной использовалась партия патронов П-1, выпущенная на заводе № 17 в 1941 году. Ограниченная партия 7,62-мм винтовочных патронов с уменьшенной скоростью пули (УС) была произведена на Ульяновском заводе № 3 в 1940—1941 годах по особому заказу НКВД; в послевоенные годы производство подобных патронов уже не осуществлялось.
Помимо этого, приборы для бесшумной стрельбы «БраМит» производились какое-то время в Ленинграде, в том числе в первый месяц его блокады. С начала сентября 1941 года глушители производились на Ленинградском металлическом заводе имени Сталина (завод № 371 Наркомата вооружения) и заводе штурманских приборов по заказу разведывательного управления Ленинградского фронта. В сентябре 1941 года суточный выпуск на заводах составлял от 35 до 50 единиц, а иногда и до 100 единиц; всего за месяц было выпущено 5698 экземпляров (4100 — заводом № 371, 1598 — заводом штурманских приборов). За первые 10 дней октября было выпущено всего 62 экземпляра, прежде чем производство прекратилось окончательно: дальнейшим производством занимались уже заводы № 536 и № 621. Во время блокады инженеры и техники Ленинградского технического отдела Управления НКВД, восстановив по крупицам чертежи, наладили производство закамуфлированного бесшумного оружия — инвалидных костылей, черенков от лопат и посохов.
Специальные патроны для стрельбы из оружия с глушителем изготавливались и на ленинградском заводе «Краснознамёнец» (завод № 5 Наркомата боеприпасов) с сентября 1941 года: это были винтовочные патроны 7,62 × 54 мм R с лёгкой пулей и уменьшенным зарядом пороха марки «Сокол», навеской 0,5+0,016 г. Они отличались тем, что капсюль и кончик пули были окрашены лаком зелёного цвета, как того требовало артиллерийское управление Ленинградского фронта. За сентябрь 1941 года было выпущено 107 950 патронов с уменьшенным зарядом пороха, а за первые 10 дней октября — 80 тысяч. Установлено, что с 1 по 15 июля 1942 года этим же заводом было выпущено 31 500 малозарядных патронов с порохом «Сокол» при плане 500 тысяч единиц в месяц. После поступления на завод № 5 специальных станков объём выпуска вырос: в сентябре было изготовлено 107 950 патронов, а на октябрь было запланировано производство 250 тысяч патронов. Заказчиком всё это время было разведывательное управление Ленинградского фронта. Производство оружия, патронов и иного снаряжения в Ленинграде возобновилось в полном объёме только в январе 1944 года после окончательного прорыва блокады города.

## Варианты и модификации

### Для карабина Мосина и револьвера Нагана
Предшественники глушителя «БраМит», разработанные Иваном Митиным в конце 1920-х — начале 1930-х годов, устанавливались на стволы револьверов Нагана. В процессе последующих работ были представлены варианты глушителя, устанавливаемые на стволы пистолетов систем Маузера и Кольта, винтовок Мосина и пистолетов-пулемётов Токарева. При испытании глушителей для винтовки Мосина были продемонстрированы две модификации «БраМита» — для карабина Мосина образца 1938 года и для револьвера Нагана.
Вариант для карабина отличался бо́льшим диаметром посадочного отверстия под ствол, имевший, в свою очередь, бо́льший диаметром дульной части. Вариант для револьвера отличался посадочными размерами и наличием сепаратора — поперечных перегородок с центральными отверстиями, расстояние между которыми было чуть больше длины пули. Для стрельбы из револьвера Нагана с глушителем использовался специальный патрон с остроконечной пулей, который должен был обеспечить правильное прохождение пулей резиновых обтюраторов. Выбор остроконечной пули был обусловлен тем, что традиционно используемая в револьверах притуплённая пуля теряла устойчивость в резине. Диаметр этой пули составлял 7,82 мм, длина патрона — 38,73 мм, вес патрона — 11 г (при среднем весе пули 5,6 г), в пуле использовался пороховой заряд П-45 средней массой 0,3 г.
Результаты испытаний показали, что вариант глушителя для карабина обеспечивал эффективную стрельбу на дальности чуть более 100 м, но звук выстрела был громче в связи с бо́льшим дульным давлением (1,18 г/см² у 7,62-мм винтовки Мосина, 4,0 г/см² у 5,6-мм малокалиберной винтовки и 5,7 г/см² у карабина Мосина). У револьвера при установке глушителя возрастали вес оружия (с 834 до 1114 г) и длина (с 230 до 350 мм), а скорость пули возрастала с 272 до 278 м/с, но из-за увеличенной нутации пробивное действие снижалось ещё больше. Так, пуля калибром 7,62 × 38 мм при выстреле из «Нагана» с глушителем пробивала две сухие сосновые доски толщиной 25 мм каждая, установленные на расстоянии 75 мм, а без глушителя — три доски. Кучность стрельбы из револьвера с глушителем также снижалась: вертикальный разброс (Вв) составлял 9,3 см при стрельбе с глушителем на расстоянии 20 м и всего 1,84 см — без глушителя; боковой разброс (Вб) составлял 7,5 см и 1,7 см соответственно в тех же условиях. Подобные результаты привели к тому, что широкого распространения эти два варианта глушителей не получили.

### Для пистолетов-пулемётов
Варианты ПБС для пистолета-пулемёта Токарева и пистолета-пулемёта Дегтярёва (ППД) были разработаны Иваном Митиным в 1938—1941 годах, но на вооружение не были приняты. В то же время известно о попытках принятия на вооружение модификации ППД с интегрированным глушителем «БраМит»: предпосылкой для проведения исследований в этой области стало изучение трофейного вооружения диверсионных групп немецкого спецподразделения «Бранденбург-800», а именно трофейного пистолета-пулемёта EMP-35 с возможностью бесшумной стрельбы. С трофейным вооружением и патронами к EMP-35 руководство НКВД ознакомилось в декабре 1941 — январе 1942 годов. В мае 1942 года Главное артиллерийское управление РККА поставило задачу перед НИПСВО испытать ППД с глушителем «БраМит» и спецпатроны к нему. В рассекреченных документах при этом не фигурировали ни названия участвовавших организаций, ни имена представителей, а полигон контактировал только с работодателем в лице ГАУ. В то же время предполагается, что в работе могли участвовать как Конструкторское бюро НКВД, так и ПКБ завода № 2 Народного комиссариата вооружений. Есть версия, что над проектом работала стрелковая группа 4-го спецотдела НКВД.
Для пистолета-пулемёта требовалось с нуля спроектировать специальный патрон, так как штатная пуля со свинцовым сердечником при дозвуковой начальной скорости слишком быстро теряла свою скорость. В качестве основы для спецпатрона была взята лёгкая пуля от винтовочного патрона, использовавшаяся при стрельбе из винтовок с «БраМитами», и штатный пистолетный патрон 7,62 × 25 мм ТТ образца 1930 года.. Для обеспечения правильной подачи патронов под крышку магазина ППД при стрельбе штатными патронами вкладывался фанерный диск. Вместо кожуха на ствол ППД надевалась газоразрядная труба в виде пустотелого цилиндра, а к её передней части с помощью резьбового соединения крепился «БраМит». Первая расширительная камера глушителя сообщалась через газоразрядную трубу: туда выходила часть пороховых газов из первой камеры и отводилась наружу через выхлопную трубу, размещённую под газоразрядной. Другая часть выходила во вторую камеру и истекала оттуда наружу. Стрелять из подобного ППД без установленного прибора было невозможно, однако отсекатели можно было выбить одним-двумя выстрелами с помощью штатных патронов, что не препятствовало дальнейшей стрельбе обычными патронами
При доработке нового проекта потребовалось скорректировать размеры зева ствольной коробки, затвора, короба, места постановки отражателя и ложи. Для сохранения баланса была установлена передняя рукоять, а для обеспечения прицельной стрельбы на обратной стороне прицельной планки была нанесена шкала прицельных дальностей до 300 м. Полигонные испытания проекта под названием ППД-«БраМит» состоялись в июне 1942 года. По их итогам было установлено, что в условиях тишины выстрелы из ППД в виде тихих хлопков были слышны с дистанции 200 м, но при любых посторонних звуках стрельба не была слышна с дистанции 100 м; также полностью разрешался вопрос беспламенности выстрела. В плане пробивной способности ППД-«БраМит» не уступал валовому ППШ, а также был крайне надёжен в затруднённых условиях работы (две задержки на 100 выстрелов при густой смазке, 3 задержки на 300 выстрелов после промывки деталей керосином, без задержек после 10-минутного запыления). Кучность ППД с глушителем не ухудшилась, но и не достигала тех показателей, что были у EMP-35. В целом по итогам испытаний полигон советовал доработать ППД-«БраМит» и затем принимать на вооружение. Однако артком ГАУ РККА постановил не принимать новый образец на вооружение, поскольку для этого потребовалась бы переделка ППД, при этом вопрос беззвучности выстрела мог быть решён с применением винтовки Мосина или пулемёта ДП с тем же глушителем. Решение арткома было окончательным, так как все полномочия по предоставлению к принятию образцов на вооружение были сосредоточены исключительно в ГАУ.

### Для пулемёта Дегтярёва
Первые проекты глушителей «БраМит» для пулемёта Дегтярёва (ДП) испытывались ещё во время обороны Москвы в двух вариантах — для одиночной стрельбы и для стрельбы в режиме непрерывного огня. Ещё один проект для ДП был разработан Особым конструкторским бюро НКВД вместе со специалистами Арткома Главного артиллерийского управления в 1941—1942 годах: предполагалось, что пулемёт с таким глушителем будет использоваться бойцами партизанских отрядов и воздушно-десантных войск. Этот глушитель весил около 1,3 кг и крепился на дульную часть ствола ДП вместо пламегасителя: длина пулемёта с глушителем составляла 1332 мм. Для стрельбы использовались те же специальные патроны, что и для винтовочного «БраМита», хотя есть отрывочные сведения о разработке специальных пулемётных патронов, адаптированных к режиму непрерывного огня. Глушитель носил название СГ-ДП (сокращение от Специальный глушитель к ДП), его использование было описано в «Кратком наставлении по стрельбе из ручного пулемёта, оборудованного надульником СГ-ДП».
Рабочая камера глушителя спереди и сзади перекрывалась резиновыми обтюраторами. Согласно наставлению, в резиновых пробках обтюратора могло быть отверстие 2 мм при предельном допустимом (с учётом износа) размере отверстия в 5 мм. При выстреле пороховые газы, проходившие вслед за пулей, отсекались обтюраторами в камере и поступали к поршню, расположенному в трубке под камерой, который своим толкателем упирался в газовый поршень затворной рамы и приводил её в действие, осуществляя перезарядку оружия. Глушитель должен был штатно монтироваться на запасном стволе пулемёта и укрываться чехлом, а этот ствол полагалось присоединять к пулемёту взамен обычного ствола по мере необходимости ведения бесшумной стрельбы. Специальные патроны для этого глушителя, согласно документам Ленинградского фронта, отличались окраской кончика пули и капсюля в зелёный цвет или наличием чёрного лакового пояска на шейке гильзы. В прицел к пулемёту вводились дополнительно поправки: он устанавливался в положение «7» на дистанции 100 м, в положение «9,5» на дистанции 200 м в положение «12» на дистанции 300 м. Прибор обеспечивал поражение целей на дальности до 300 м.
Испытания глушителя состоялись 23 мая 1942 года на Софринском артиллерийском полигоне. Согласно краткому отчёту, звук выстрела отсутствовал и лишь на близком расстоянии можно было услышать звуки ударов подвижных частей пулемёта, схожих с работой швейной машины. Пуля из специального патрона пробивала насквозь на расстоянии 500 м три доски толщиной 20 мм. Согласно наставлению, пуля могла пробить насквозь на расстоянии 300 м четыре сосновые доски толщиной 25 мм, на расстоянии 200 м — 6, на расстоянии 100 м — 8, у дульного среза — 10. Кучность стрельбы на дистанции 300 м составляла R100 = 110 см (радиус окружности, в которые приходились 100 % попаданий). По результатам испытаний 27 мая 1942 года постановлением Государственного комитета обороны глушитель СГ-ДП был принят на вооружение РККА для партизанских отрядов и авиадесантных частей. Хотя в течение июня 1942 года предполагалось выпустить 500 таких глушителей и провести полигонные испытания этой партии, данных о производстве не сохранилось. В архивных документах Ленинградского фронта также упоминалось указание на разработку в городе глушителя СГ-ДП, однако сведений о серийном выпуске этого глушителя не было обнаружено: известно только, что по состоянию на 15 июля 1942 года 75 % заказанных приборов поступили на сборку. По мнению Руслана Чумака, работы над глушителем СГ-ДП могли вестись отчасти на основе материалов авторства И. Г. Митина, которые удалось сохранить ленинградским оружейникам в годы блокады.
В июле 1942 года ГАУ был испытан глушитель для пулемёта ДП под названием СГ-42, который представлял собой всё тот же СГ-ДП, но прошедший серьёзную доработку. В течение лета у СГ-ДП выявились такие серьёзные недостатки, как круговая качка по месту соединения со стволом, недостаточная прочность крепления заднего обтюратора и банальная невозможность стрельбы из пулемёта без глушителя обычными патронами. В доработке принимало участие ОКБ-2: конструкторы А. М. Маранцев и И. В. Долгушев изменили способ крепления поршневой камеры к газовой камере ствола, убрали пять деталей из конструкции глушителя, установили демпфер (фибровый наконечник) на шток и уменьшили диаметр внутренней насадки с 16 до 14,5 мм. Масса глушителя составила 1,15 кг, общая длина — 291 мм, длина насадки — 85 мм. Доработанный глушитель был принят на вооружение в конце 1942 года. Дополнительно на доработанный глушитель была нанесена прицельная шкала. По некоторым отрывочным данным, новые глушители производились серийно и использовались на фронте, но место производства и объём их выпуска до сих пор не определены. В феврале—марте 1948 года прошла очередная серия испытаний на полигоне базы ГАУ № 36 (на НИПСВО). В ходе испытаний сравнивались винтовочные «БраМиты» и пулемётные СГ-42. По итогам испытаний пулемётный глушитель был снят с вооружения, поскольку не обеспечивал должной безотказности и проигрывал винтовочному «БраМиту» в плане живучести и надёжности. В 1948—1950 годах была предпринята последняя попытка доработать глушитель для пулемёта: конструкция подверглась детальной корректировке (в частности, был добавлен третий обтюратор). Новый проект получил название КБ-П-535 — он весил 0,96 кг и имел размеры 301 x 68 × 34 мм (длина пулемёта с глушителем составляла 1310 мм). Глушитель испытывался на ротных пулемётах РП-46 в марте—апреле 1950 года, но по итогам испытаний не был признан соответствующим требованиям в плане эффективности глушения звука выстрела.

### Прочие сведения
В плане опытных работ НИПСВО на 1941 год упоминались испытания глушителя звука выстрела к СВТ-40. Известно, что этот глушитель проходил испытания в апреле 1941 года, однако конструктивно он не имел сходства с «БраМитом», а по результатам испытаний был отвергнут комиссией. Один из проектов Митина действительно предусматривал установку «БраМита» на СВТ-40, однако о судьбе этого проекта ничего не известно. «БраМит» при этом был не единственной попыткой разработки бесшумного оружия в СССР во время войны: в июле 1942 года в Подвижной артиллерийской мастерской № 2 города Ленинград испытывался глушитель, предназначенный для пулемёта Максима, и три его экземпляра были отправлены на войсковые испытания. В конце 1943 года были успешно испытаны два однозарядных пистолета конструкции Е. С. Гуревича под спецпатроны калибра 5,6 мм и 6,5 мм (боеприпасы с отсечкой газов), а в 1944 году Гуревич представил на испытания бесшумный револьвер калибра 7,62 мм, который обеспечивал ещё большее заглушение выстрела, но его работоспособность сильно падала из-за быстрого износа резиновых обтюраторов.

## Боевое применение

### Тактика использования
Глушители «БраМит» широко использовались бойцами партизанских отрядов и разведывательно-диверсионных групп. Имели место как положительные, так и отрицательные отзывы о глушителе. К его достоинствам относили отсутствие шума и пламени при выстреле, что позволяло незаметно ликвидировать противников. К недостаткам относили недостаточную дальность стрельбы и габариты глушителя. Обычно бойцы носили глушитель на поясе. Заранее спланированной тактики применения глушителей у советских партизан и солдат РККА не было, однако изобретатель глушителя И. Г. Митин в своих трудах выделял пять черт, характерных для применения ПБС:
- Вооружение разведывательных отрядов и отдельных разведчиков (для снятия часовых, ликвидации вражеского разъезда и обстрела противника из безопасной позиции)
- Вооружение заградительных и сторожевых постов (для обстрела противника без собственного обнаружения)
- Организация засад (для внесения дезорганизации в ряды противника)
- Подготовка снайперов (в том числе гнёзд снайперов)
- Вооружение партизанских отрядов

Глушитель «БраМит» был штатным средством бойца советской разведывательно-диверсионной группы. Согласно документам от августа 1941 года, разведывательно-диверсионная группа была вооружена следующим образом: три бойца с пистолетами-пулемётами, семь человек с винтовками с глушителями, у каждого по одному револьверу Нагана, шесть осколочных гранат, 300 специальных и 100 зажигательных патронов. На каждый глушитель бойцу полагалось иметь 60 специальных патронов в дополнение к рекомендованному боекомплекту винтовки (200 стандартных патронов с лёгкой пулей, 40 с бронебойно-зажигательной, 40 с пулей для создания очагов пожаров летом). В случае исчерпания специальных патронов допускалось применение самодельных патронов: из стандартного патрона с лёгкой пулей аккуратно удалялась пуля, высыпавшийся порох делился на три равные части, одну из которых обратно засыпали в гильзу, заполняя свободный объём паклей или ватой, а затем вставляли обратно пулю, зажимая её при возможности. Досылать из магазина самодельные патроны не рекомендовалось: стрельбу нужно было производить после вкладывания патронов в патронник по одному.
Отчёт штаба инженерных войск Карельского фронта от 2 февраля 1945 года о боевых действиях инженерных батальонов в тылу противника во время Петсамо-Киркенесской наступательной операции содержал информацию о вооружении 180 бойцов 6-го отдельного гвардейского батальона минёров, которые участвовали в одной из разведывательно-диверсионных операций 7 сентября 1944 года. Согласно отчёту, на каждую роту выдавался один прибор типа «БраМит» при стрелковом вооружении в виде семи ручных пулемётов (у каждого бойца также был один ППШ). Будущие члены разведывательно-диверсионных групп и партизанских отрядов проходили обучение стрельбе из винтовок с глушителями в партизанских школах, созданных при Оперативно-учебном центре Западного фронта. Активно пользовались глушителем и снайперы: армейские снайперы применяли его в позиционный период боевых действий, когда немецкие и советские траншеи находились друг от друга на расстоянии броска гранаты. Снайперы разведывательно-диверсионных групп, вооружённые винтовками Мосина с «БраМитами», «снимали» часовых с безопасного расстояния при освобождении объектов, а затем на оставшийся без охраны объект заходила группа разведки.
Война показала, что проверку боя винтовки с прибором нужно проводить не только после замены обтюраторов, но и перед каждым возможным боевым применением. Обычно разборку глушителя проводили только для замены обтюраторов без чистки: пороховой нагар на внутренней поверхности мог усиливать заглушение выстрела, хотя иногда вызывал искрение. Во избежание искрения солдаты перед применением обмакивали прибор в воду: адсорбированная нагаром вода исключала искрение, а энергия пороховых газов, тратившаяся на испарение воды, обеспечивала ещё большее заглушение выстрела. В связи с требованиями постоянной чистки «БраМита» и постоянного износа резиновых шайб в войсках шутили, что прибор следует надевать на голову противника, чтобы лишить того возможности услышать звук выстрела, увидеть вспышку и разглядеть стрелявшего.

### Свидетельства применения Красной армией и партизанами
Согласно сохранившимся свидетельствам, в декабре 1941 года во время обороны Москвы ПБС «БраМит» использовался снайперами истребительно-диверсионных групп НКВД для ликвидации немецких часовых, наблюдателей и других важных живых целей. Три глушителя для винтовок также обнаружили поисковики на Невском пятачке, один экземпляр стал экспонатом выставки временной экспозиции «За Ленинград!», открытой в 2016 году в выставочном зале музея-заповедника «Прорыв блокады Ленинграда» в Кировске.
Ветеран боёв на Карельском фронте Иван Бородулин в своих мемуарах «Мы — разведка» описывал особенности применения снайперской винтовки с глушителем. По словам одного из героев книги, капитана Терещенко, предельная дальность стрельбы винтовки не превышала 200 м, зато при выстреле были слышны только щелчок затвора и лёгкое посвистывание пули. В ходе одной из описанных стычек автор и его сослуживица Александра Плугова за две минуты боя подстрелили из бесшумных винтовок пятерых немцев. В книге Артёма Драбкина «Фронтовые разведчики. Я ходил за линию фронта» приводятся свидетельства фронтового разведчика Алексея Бровкина, воевавшего на Карельском фронте. По его словам, в 1942 году в разведывательную роту были присланы три винтовки с глушителем типа «БраМит»: его сослуживец Савельев, окончивший курсы снайперов, в районе Белоострова подстрелил несколько финских бойцов из «бесшумки», чем очень гордился. В то же время сам Бровкин говорил, что бесшумная винтовка ему надоела и он избавился от неё в пользу автомата.
Полковник Валентин Иванович Алёшин рассказывал, что его мать Таисия Васильевна Алёшина воевала в партизанской бригаде Константина Заслонова, в которой девушки-снайперы использовали снайперские винтовки с прибором «БраМит» для борьбы против немецких часовых. Согласно Алёшину, девушки подходили максимально близко к часовым, а командир отряда снайперов дед Аким определял цели, порядок и последовательность поражения. В наиболее важные или находившиеся крайне далеко цели девушки стреляли вдвоём или втроём, целясь всегда в голову часового. Выполнив задачу, снайперы уходили в расположение бригады, в то время как остальные партизаны штурмовали гарнизон. Снайперскую винтовку с глушителем использовал и Герой Советского Союза Леонид Буткевич. По словам Теодора Гладкова, глушители к винтовкам и специальные пули «с синей головкой» использовали бойцы действовавшего в Смоленской области партизанского отряда «Смерть фашизму» — прицел для такой винтовки обычно настраивался на 500 м, но стрельба велась с дистанции около 100 м. В частности, винтовку с глушителем использовал воевавший в отряде бывший солдат вермахта и будущий Герой Советского Союза Фриц Шменкель: он снимал из винтовки часовых и шедших перед обозом разведчиков.
Разведчик Юрий Колесников в своей книге «Лабиринты тайных войн» писал, что разведчики партизанского соединения Сидора Ковпака использовали некую «мортирку», которую наставляли на снайперскую винтовку для ведения бесшумной стрельбы. Один партизан из этого соединения рассказывал, что глушители «БраМит» им поставляли вместе с другим снаряжением самолёты типа Ан-2: такой глушитель устанавливался на винтовку Мосина, из которой можно было вести огонь по вражеским часовым. Эффективная дистанция для стрельбы в таком случае составляла от 80 до 100 м. Звука выстрела не было слышно вообще, хотя винтовка при издаваемом выстреле «прилично шипела». В июле 1942 года представители Центрального штаба партизанского движения докладывали центру о крайней востребованности в глушителях и спецпатронах для них, отмечая огромный эффект применения «БраМита». К июлю 1943 года на склады Белорусского штаба партизанского движения поступило более 3 тысяч глушителей, почти 40 тысяч обтюраторов и свыше 1,2 млн спецпатронов (как для винтовок, так и револьверов Нагана). Учёта винтовочных и револьверных глушителей не велось, что затрудняет оценку наличия револьверных глушителей у партизан. На начало 1944 года на складах Внуковского аэродрома хранилось 315 винтовочных и 18 револьверных «БраМитов».
Оружие с глушителем «БраМит» использовал разведчик партизанского соединения Полоцко-Лепельской зоны Иван Коротеев (награждён медалью «Партизану Отечественной войны» II степени), который отличился 14 января 1944 года, застрелив из бесшумного оружия часового в гарнизоне деревни Германовичи Шарковщинского района. В ходе операции группа уничтожила ещё шестерых немецких солдат, захватив пять винтовок, пистолет-пулемёт и боеприпасы в качестве трофеев. 13 февраля 1944 года Коротеев погиб, попав в засаду у деревни Киши Глубокского района: он убил немецкого офицера, но и сам был сражён очередью из автомата. После гибели Коротеева оружие с глушителем перешло разведчику Владимиру Жуку, бойцу партизанской бригады имени А. В. Суворова: он погиб в боях у деревни Кульгаи Глубокского района в ночь с 3 на 4 мая 1944 года, когда бригада отражала наступление частей немцев, проходившее в рамках карательной операции под кодовым названием «Весенний праздник». «БраМит» был обнаружен 7 июня 1968 года во время перенесения захоронений останков 39 партизан в братскую могилу. В 1975 году в канун Дня Победы комиссар бригады имени А. В. Суворова Николай Усов передал сохранившийся глушитель «БраМит» в музей истории Великой Отечественной войны. Глушитель является экспонатом в составе экспозиции, посвящённой отражению наступления немцев весной 1944 года
Приборы «БраМит» поставлялись также за рубеж для вооружения союзных армий. Так, в июне 1944 года планировалось передать югославским партизанам партию из 1025 винтовок Мосина с глушителями и 307,5 тысяч специальных патронов.

### Применение немецкими войсками
Немецкая армия до начала войны с СССР не располагала собственными глушителями, поэтому принимала на вооружение трофейные глушители типа «БраМит». Бойцам советских разведывательно-диверсионных групп было приказано даже ценой собственной жизни не позволять немцам заполучить образцы глушителей и не выдавать им никакой информации об устройстве и предназначении. Тем не менее в одном из немецких документов от 11 сентября 1941 года сообщалось о том, что партизаны начали применять глушители звука выстрела, навинчиваемые на оружие, и специальные патроны. В октябре 1941 года в ряде документов также появились сообщения о применении бойцами РККА и партизанами винтовок с глушителями, а также описание прибора и особенностей маркировки спецпатронов. Солдатам и офицерам вермахта предписывалось направлять оружие в специальные отделы вооружения и технического имущества. Эти и многие другие документы оказались в руках советских специалистов в мае — июне 1942 года.
Предполагается, что причиной попадания подобных сведений к немцам стал захват одной разведывательно-диверсионной группы в 10 км от Полоцка севернее дороги Полоцк — Ветрино. Согласно материалам допросов, бойцы той группы, которая прошла подготовку ориентировочно в августе 1941 года, зарыли приборы «БраМит» и всё вооружение в болотистом лесу, но затем группа сдалась в плен. Один из её членов, некто Иван Ц., рассказал немцам всё, что знал о бесшумном оружии и о его применении: по его словам, резиновый обтюратор выдерживал до 100 выстрелов специальными патронами и выходил из строя после первого же выстрела стандартным патроном. 6 сентября 1941 года военнослужащие 403-й охранной дивизии Вермахта обнаружили в лесу четыре винтовки, два глушителя с четырьмя запасными втулками, четыре ремня с 6 ручными гранатами, 5 холостых ручных гранат, 165 специальных патронов и 200 зажигательных патронов, а также тетрадь с химическими формулами и указаниями о составе зажигательных и взрывчатых средств. При штабе дивизии были испытаны и боеприпасы, и звукоглушитель: немцы отмечали, что при выстреле был слышен только удар бойка и тихое шипение. Один глушитель, два обтюратора и 76 спецпатронов были доставлены начальству в отдельной упаковке. Вскоре были опубликованы «Особые указания для борьбы с партизанами» и «Наставление по борьбе с партизанами», в которых до немецких солдат доводилось, что партизаны используют винтовки с глушителями.
Трофейные глушители были приняты на вооружение вермахта под индексом Schalldampfer 254(r): под этим индексом они упоминались в «Справочнике вооружения противника» (нем. Kennblätter Fremden Geräts) от 1 июня 1942 года, а винтовка Мосина с глушителем в том же индексе была указана как Partisanengewehr (нем. Партизанская винтовка). Трофейные «БраМиты» использовались и финскими войсками: специальные патроны и глушители упоминались в финском справочнике Jalkaväen Ampumatarvikkeet, выпущенном 20 февраля 1942 года. Финские копии советского глушителя были запущены в серийное производство в апреле 1942 года. В 1943 году германская фирма Schneider-Opel скопировала советский ПБС для использования с 7,92-мм автоматами MP43 (они же StG-44), однако до массового производства дело не дошло. Этот глушитель был известен под названием L26: предполагалась его установка также на пулемёты типа MG 42, винтовки Mauser 98k, Gewehr 43 и некоторые другие образцы. От советского варианта немецкие и финские копии отличалась только конструкцией переходника для установки на стволы соответствующих винтовок. Один экземпляр немецкого производства был найден в Италии.

## Влияние на развитие глушителей
«БраМит» иногда называется первым в мире полноценным глушителем звука выстрела, а также частью первого в мире штатного бесшумного стрелкового комплекса (другими его составляющими являются винтовка Мосина образца 1891/1930 годов и 7,62-мм винтовочный патрон УС). После окончания Второй мировой войны советская армия на какое-то время потеряла интерес к глушителям, но потребность в них снова возникла в 1950-е годы. Опыт разработки и применения «БраМита» был заложен в основу разработки всех последующих глушителей, начиная с ПБС для автоматов Калашникова разных модификаций и заканчивая глушителями для современных моделей наподобие ВСС «Винторез», 9А-91 и АС «Вал».
Провал испытаний глушителя для РП-46 привёл к тому, что испытания глушителей для пулемётов под винтовочные патроны в советской армии больше не проводились. Неудачный опыт ППД-«БраМит» при разработке бесшумного автоматического оружия под специальный патрон стал причиной того, что к этой идее не возвращались вплоть до 1980-х годов, когда был разработан патрон 9 × 39 мм для ВСС «Винторез» и АС «Вал».

## В играх
Глушители БраМит встречаются в качестве аксессуаров к оружию в таких компьютерных играх, как Warface, Escape from Tarkov и «Чёрные бушлаты».